# N'zumbi
N'zumbi é uma aldeia da Ilha de São Tomé de São Tomé e Príncipe.